# La Blessure : La Tragédie des harkis
La Blessure : La Tragédie des harkis est un documentaire français coréalisé par Isabelle Clarke et Daniel Costelle, sorti en 2010 et narré par Saïd Taghmaoui.

## Autour du film
Les réalisateurs, Isabelle Clarke et Daniel Costelle, sont aussi les auteurs, avec la collaboration de Mickaël Gamrasni, d'un ouvrage homonyme paru la même année.